# Follo Fotballklubb 2015
Questa voce raccoglie le informazioni riguardanti il Follo Fotballklubb nelle competizioni ufficiali della stagione 2015.

## Stagione
A seguito della vittoria del gruppo 4 del campionato 2014, il Follo ha fatto ritorno nella 1. divisjon, secondo livello calcistico locale. Il Follo ha chiuso la stagione al 13º posto, tornando così in 2. divisjon dopo una stagione. L'avventura nel Norgesmesterskapet 2015 si è chiusa invece al secondo turno, con l'eliminazione per mano del Kongsvinger.
Alexander Ruud Tveter e Øystein Vestvatn sono stati i calciatori più utilizzati in stagione a quota 32 presenze tra campionato e coppa. Ruud Tveter è stato anche il miglior marcatore della squadra a quota 14 reti, di cui 12 in campionato.

## Maglie e sponsor
Lo sponsor tecnico per la stagione 2015 è stato Legea, mentre Samlerhuset è stato lo sponsor ufficiale. La divisa casalinga era composta da una maglietta a strisce bianche e celesti, con pantaloncini e calzettoni celesti.
| Casa | Trasferta |

## Rosa
| N. |                     | Ruolo | Calciatore            |
| -- | ------------------- | ----- | --------------------- |
| 1  | Norvegia (bandiera) | P     | Knut-André Skjærstein |
| 2  | Norvegia (bandiera) | D     | Jens Kristian Skogmo  |
| 3  | Norvegia (bandiera) | D     | Dadi Dodou Gaye       |
| 4  | Norvegia (bandiera) | D     | Torstein Mjønner      |
| 5  | Norvegia (bandiera) | D     | Halvard Simonsen      |
| 6  | Norvegia (bandiera) | C     | Patrik Karoliussen    |
| 7  | Norvegia (bandiera) | D     | Misim Memishi         |
| 8  | Norvegia (bandiera) | C     | Fredrik Levorstad     |
| 9  | Norvegia (bandiera) | C     | Robin Rasch           |
| 10 | Kenya (bandiera)    | A     | Christian Bwamy       |
| 11 | Norvegia (bandiera) | A     | Øystein Vestvatn      |
| 13 | Norvegia (bandiera) | P     | Jonas Grønstad        |
| 14 | Norvegia (bandiera) | D     | Anders Lübeck         |
| 15 | Norvegia (bandiera) | C     | Halvor Raddum         |

| N. |                     | Ruolo | Calciatore            |
| -- | ------------------- | ----- | --------------------- |
| 16 | Norvegia (bandiera) | A     | Håvard Dalseth        |
| 17 | Norvegia (bandiera) | A     | Akinbola Akinyemi     |
| 18 | Svezia (bandiera)   | A     | Admir Bajrovic        |
| 18 | Norvegia (bandiera) | C     | Jonas Scheie Hammer   |
| 19 | Norvegia (bandiera) | A     | Julius Friberg Skaug  |
| 20 | Norvegia (bandiera) | C     | Shadi Ali             |
| 21 | Norvegia (bandiera) | A     | Didrik Sereba         |
| 22 | Svezia (bandiera)   | P     | Jonathan Rasheed      |
| 23 | Norvegia (bandiera) | A     | Alexander Ruud Tveter |
| 24 | Norvegia (bandiera) | D     | Nikolai Grefslie      |
| 25 | Norvegia (bandiera) | D     | Thomas Lillo          |
| 26 | Norvegia (bandiera) | D     | Simen Olafsen         |
| 27 | Norvegia (bandiera) | C     | Simen Vedvik          |
| 33 | Norvegia (bandiera) | C     | Olav Øby              |

## Calciomercato

### Sessione invernale(dal 01/01 al 31/03)
| Arrivi | Arrivi            | Arrivi     | Arrivi     |
| R.     | Nome              | da         | Modalità   |
| ------ | ----------------- | ---------- | ---------- |
| P      | Jonathan Rasheed  | Ljungskile | definitivo |
| D      | Simen Olafsen     | Vålerenga  | prestito   |
| A      | Akinbola Akinyemi | Kjelsås    | definitivo |
| A      | Didrik Sereba     | Lyn        | definitivo |

| Partenze | Partenze       | Partenze   | Partenze   |
| R.       | Nome           | a          | Modalità   |
| -------- | -------------- | ---------- | ---------- |
| P        | Pål Stensholt  |            | svincolato |
| C        | Henrik Nøkleby |            | svincolato |
| A        | Fitim Azemi    | Bodø/Glimt | definitivo |

### Tra le due sessioni
| Arrivi | Arrivi | Arrivi | Arrivi   |
| R.     | Nome   | da     | Modalità |
| ------ | ------ | ------ | -------- |

| Partenze | Partenze            | Partenze | Partenze   |
| R.       | Nome                | a        | Modalità   |
| -------- | ------------------- | -------- | ---------- |
| C        | Jonas Scheie Hammer |          | svincolato |

### Sessione estiva(dal 22/07 al 18/08)
| Arrivi | Arrivi          | Arrivi       | Arrivi     |
| R.     | Nome            | da           | Modalità   |
| ------ | --------------- | ------------ | ---------- |
| D      | Dadi Dodou Gaye | Lørenskog    | definitivo |
| C      | Olav Øby        | Sarpsborg 08 | prestito   |
| A      | Admir Bajrovic  | Ljungskile   | prestito   |

| Partenze | Partenze  | Partenze | Partenze |
| R.       | Nome      | a        | Modalità |
| -------- | --------- | -------- | -------- |
| C        | Shadi Ali | Ullern   | prestito |

## Risultati

### 1. divisjon

#### Girone di andata
| Arbitro: | Smehus Kringstad |

|                                                      |           |  |
| Karoliussen 10’ Ruud Tveter 27’ Bwamy 60’ Sereba 86’ | Marcatori |  |

| Arbitro: | Jonsson Trædal |

|            |           |              |
| Tollås 68’ | Marcatori | 34’ Vestvatn |

| Arbitro: | Kristiansen Toppe |

|                             |           |          |
| Karoliussen 17’ Mjønner 90’ | Marcatori | 14’ Lind |

| Arbitro: | Hauge |

|  |           |                 |
|  | Marcatori | 88’ Ruud Tveter |

| Arbitro: | Haugen |

|                 |           |                  |
| Karoliussen 81’ | Marcatori | 33’ Zachariassen |

| Arbitro: | Tennøy |

|                               |           |                 |
| Braaten 17’ López 52’ Bye 60’ | Marcatori | 59’ Ruud Tveter |

| Arbitro: | Borgersen (Oslo) |

|                                    |           |                                                  |
| Ruud Tveter 27’ (rig.), 73’ (rig.) | Marcatori | 18’ Agdestein 66’ (aut.) Simonsen 90’ Stamnestrø |

| Arbitro: | S. Smehus Kringstad |

|  |           |             |
|  | Marcatori | 28’ Dalseth |

| Arbitro: | Tennøy |

|                             |           |                  |
| Dalseth 60’ Ruud Tveter 77’ | Marcatori | 28’, 45’ Engblom |

| Arbitro: | Steen |

|                        |           |                          |
| Nystrøm 10’ Hammar 32’ | Marcatori | 72’ Dalseth 88’ Vestvatn |

| Arbitro: | S. Smehus Kringstad (X) |

|                        |           |              |
| Larsen 70’ Skaanes 83’ | Marcatori | 89’ Vestvatn |

| Arbitro: | Moen |

|  |           |           |
|  | Marcatori | 90’ Utvik |

| Arbitro: | Hauge |

|              |           |                                  |
| Ramsland 22’ | Marcatori | 7’ Vestvatn 10’ (aut.) Melgalvis |

| Arbitro: | Moen |

|                 |           |                                                |
| Ruud Tveter 34’ | Marcatori | 28’, 38’ Skartun 54’ Khattab 68’ (rig.) Landro |

| Arbitro: | Saggi |

|                      |           |           |
| Sveen 14’ Aasbak 38’ | Marcatori | 44’ Bwamy |

#### Girone di ritorno
| Arbitro: | Berntsen (Vang) |

|  |           |            |
|  | Marcatori | 43’ Larsen |

| Ågotnes 2 agosto 2015, ore 18:00 17ª giornata | Nest-Sotra | 0 – 0 referto | Follo | Ågotnes Stadion (572 spett.)\| Arbitro: \| Gjermshus \| |
| Arbitro:                                      | Gjermshus  |               |       |                                                         |

| Arbitro: | Hauge |

|                                         |           |  |
| Skogmo 39’ Vestvatn 53’ Ruud Tveter 78’ | Marcatori |  |

| Arbitro: | Tennøy |

|                                 |           |                        |
| Eriksen 3’ Berget Skjølsvik 53’ | Marcatori | 63’ (rig.) Ruud Tveter |

| Arbitro: | Kristiansen Toppe |

|                        |           |                    |
| Akinyemi 65’ Bwamy 78’ | Marcatori | 9’ Njie 85’ Giæver |

| Arbitro: | Borgersen (Oslo) |

|                 |           |              |
| Ruud Tveter 55’ | Marcatori | 90’ Strømnes |

| Arbitro: | Kristiansen Toppe |

|                             |           |                 |
| Otoo 62’ Mjønner 90’ (aut.) | Marcatori | 54’ Karoliussen |

| Arbitro: | Steen |

|                               |           |  |
| Vestvatn 6’, 17’ Akinyemi 24’ | Marcatori |  |

| Arbitro: | Haugen |

|           |           |                 |
| Bamba 60’ | Marcatori | 86’ Karoliussen |

| Arbitro: | Borgersen (Oslo) |

|                                   |           |                                      |
| Straith 7’ (aut.) Ruud Tveter 64’ | Marcatori | 20’ Begby 29’, 56’ Kjelsrud Johansen |

| Arbitro: | Ahlsen |

|                         |           |              |
| Beugré 50’ Kastrati 52’ | Marcatori | 84’ Bajrovic |

| Ski 11 ottobre 2015, ore 15:00 27ª giornata                    | Follo     | 2 – 0 referto | Åsane | Ski Stadion (538 spett.) |
| \| \| \| \| \| Vestvatn 50’ Ruud Tveter 53’ \| Marcatori \| \| |           |               |       |                          |
|                                                                |           |               |       |                          |
| Vestvatn 50’ Ruud Tveter 53’                                   | Marcatori |               |       |                          |

| Arbitro: | Haugen |

|                        |           |  |
| Tveita 76’ Skartun 78’ | Marcatori |  |

| Arbitro: | Gya |

|            |           |                    |
| Sereba 29’ | Marcatori | 51’ Bye 55’ Stokke |

| Arbitro: | Gjermshus |

|                             |           |                     |
| Omoijuanfo 53’ Andersen 90’ | Marcatori | 3’ Rasch 26’ Sereba |

### Norgesmesterskapet
| Arbitro: | Bustgaard Valen |

|                                 |           |                                           |
| Skjærstein 25’ (aut.) Chaib 49’ | Marcatori | 23’ Levorstad 68’, 90’ (rig.) Ruud Tveter |

| Arbitro: | Ekeli Valen |

|                              |           |              |
| Moldskred 16’ Solum 71’, 84’ | Marcatori | 63’ Akinyemi |

## Statistiche

### Statistiche di squadra
| Competizione       | Punti | In casa | In casa | In casa | In casa | In casa | In casa | In trasferta | In trasferta | In trasferta | In trasferta | In trasferta | In trasferta | Totale | Totale | Totale | Totale | Totale | Totale | DR |
| Competizione       | Punti | G       | V       | N       | P       | Gf      | Gs      | G            | V            | N            | P            | Gf           | Gs           | G      | V      | N      | P      | Gf     | Gs     | DR |
| ------------------ | ----- | ------- | ------- | ------- | ------- | ------- | ------- | ------------ | ------------ | ------------ | ------------ | ------------ | ------------ | ------ | ------ | ------ | ------ | ------ | ------ | -- |
| 1. divisjon        | 33    | 15      | 5       | 4       | 6       | 26      | 21      | 15           | 3            | 5            | 7            | 16           | 22           | 30     | 8      | 9      | 13     | 42     | 43     | -1 |
| Norgesmesterskapet | -     | 0       | 0       | 0       | 0       | 0       | 0       | 2            | 1            | 0            | 1            | 4            | 5            | 2      | 1      | 0      | 1      | 4      | 5      | -1 |
| Totale             | -     | 15      | 5       | 4       | 6       | 26      | 21      | 17           | 4            | 5            | 8            | 20           | 27           | 32     | 9      | 9      | 14     | 46     | 48     | -2 |

### Statistiche dei giocatori
| Giocatore        | 1. divisjon | 1. divisjon | 1. divisjon | 1. divisjon | Norgesmesterskapet | Norgesmesterskapet | Norgesmesterskapet | Norgesmesterskapet | Coppe europee | Coppe europee | Coppe europee | Coppe europee | Altre coppe | Altre coppe | Altre coppe | Altre coppe | Totale   | Totale | Totale      | Totale     |
| Giocatore        | Presenze    | Reti        | Ammonizioni | Espulsioni  | Presenze           | Reti               | Ammonizioni        | Espulsioni         | Presenze      | Reti          | Ammonizioni   | Espulsioni    | Presenze    | Reti        | Ammonizioni | Espulsioni  | Presenze | Reti   | Ammonizioni | Espulsioni |
| ---------------- | ----------- | ----------- | ----------- | ----------- | ------------------ | ------------------ | ------------------ | ------------------ | ------------- | ------------- | ------------- | ------------- | ----------- | ----------- | ----------- | ----------- | -------- | ------ | ----------- | ---------- |
| A. Akinyemi      | 29          | 2           | 3           | 0           | 1                  | 1                  | 0                  | 0                  |               |               |               |               |             |             |             |             | 30       | 3      | 3           | 0          |
| S. Ali           | 5           | 0           | 0           | 0           | 1                  | 0                  | 1                  | 0                  |               |               |               |               |             |             |             |             | 6        | 0      | 1           | 0          |
| A. Bajrovic      | 6           | 1           | 0           | 0           | -                  | -                  | -                  | -                  |               |               |               |               |             |             |             |             | 6        | 1      | 0           | 0          |
| C. Bwamy         | 23          | 3           | 1           | 1           | 2                  | 0                  | 0                  | 0                  |               |               |               |               |             |             |             |             | 25       | 3      | 1           | 1          |
| H. Dalseth       | 15          | 3           | 0           | 0           | 0                  | 0                  | 0                  | 0                  |               |               |               |               |             |             |             |             | 15       | 3      | 0           | 0          |
| J. Friberg Skaug | 0           | 0           | 0           | 0           | 0                  | 0                  | 0                  | 0                  |               |               |               |               |             |             |             |             | 0        | 0      | 0           | 0          |
| D. Gaye          | 4           | 0           | 0           | 0           | -                  | -                  | -                  | -                  |               |               |               |               |             |             |             |             | 4        | 0      | 0           | 0          |
| J. Grønstad      | 0           | -0          | 0           | 0           | 0                  | -0                 | 0                  | 0                  |               |               |               |               |             |             |             |             | 0        | 0      | 0           | 0          |
| P. Karoliussen   | 16          | 5           | 5           | 0           | 2                  | 0                  | 0                  | 0                  |               |               |               |               |             |             |             |             | 18       | 5      | 5           | 0          |
| F. Levorstad     | 17          | 0           | 0           | 0           | 1                  | 1                  | 0                  | 0                  |               |               |               |               |             |             |             |             | 18       | 1      | 0           | 0          |
| T. Lillo         | 0           | 0           | 0           | 0           | 1                  | 0                  | 0                  | 0                  |               |               |               |               |             |             |             |             | 1        | 0      | 0           | 0          |
| A. Lübeck        | 23          | 0           | 1           | 0           | 1                  | 0                  | 0                  | 0                  |               |               |               |               |             |             |             |             | 24       | 0      | 1           | 0          |
| M. Memishi       | 13          | 0           | 0           | 0           | 1                  | 0                  | 0                  | 0                  |               |               |               |               |             |             |             |             | 14       | 0      | 0           | 0          |
| T. Mjønner       | 29          | 1           | 3           | 0           | 2                  | 0                  | 0                  | 0                  |               |               |               |               |             |             |             |             | 31       | 1      | 3           | 0          |
| O. Øby           | 9           | 0           | 0           | 0           | -                  | -                  | -                  | -                  |               |               |               |               |             |             |             |             | 9        | 0      | 0           | 0          |
| S. Olafsen       | 0           | 0           | 0           | 0           | 2                  | 0                  | 0                  | 0                  |               |               |               |               |             |             |             |             | 2        | 0      | 0           | 0          |
| R. Rasch         | 28          | 1           | 3           | 0           | 2                  | 0                  | 0                  | 0                  |               |               |               |               |             |             |             |             | 30       | 1      | 3           | 0          |
| H. Raddum        | 24          | 0           | 2           | 0           | 1                  | 0                  | 0                  | 0                  |               |               |               |               |             |             |             |             | 25       | 0      | 2           | 0          |
| J. Rasheed       | 28          | -40         | 1           | 0           | 1                  | -2                 | 0                  | 0                  |               |               |               |               |             |             |             |             | 29       | -42    | 1           | 0          |
| A. Ruud Tveter   | 30          | 12          | 0           | 0           | 2                  | 2                  | 0                  | 0                  |               |               |               |               |             |             |             |             | 32       | 14     | 0           | 0          |
| J. Scheie Hammer | 1           | 0           | 0           | 0           | 0                  | 0                  | 0                  | 0                  |               |               |               |               |             |             |             |             | 1        | 0      | 0           | 0          |
| D. Sereba        | 23          | 3           | 1           | 0           | 2                  | 0                  | 0                  | 0                  |               |               |               |               |             |             |             |             | 25       | 3      | 1           | 0          |
| H. Simonsen      | 27          | 0           | 5           | 0           | 1                  | 0                  | 0                  | 0                  |               |               |               |               |             |             |             |             | 28       | 0      | 5           | 0          |
| K. Skjærstein    | 2           | -3          | 0           | 0           | 2                  | -3                 | 0                  | 0                  |               |               |               |               |             |             |             |             | 4        | -6     | 0           | 0          |
| J. Skogmo        | 29          | 1           | 4           | 0           | 2                  | 0                  | 0                  | 0                  |               |               |               |               |             |             |             |             | 31       | 1      | 4           | 0          |
| S. Vedvik        | 0           | 0           | 0           | 0           | 0                  | 0                  | 0                  | 0                  |               |               |               |               |             |             |             |             | 0        | 0      | 0           | 0          |
| Ø. Vestvatn      | 30          | 8           | 1           | 0           | 2                  | 0                  | 0                  | 0                  |               |               |               |               |             |             |             |             | 32       | 8      | 1           | 0          |